# Mundo

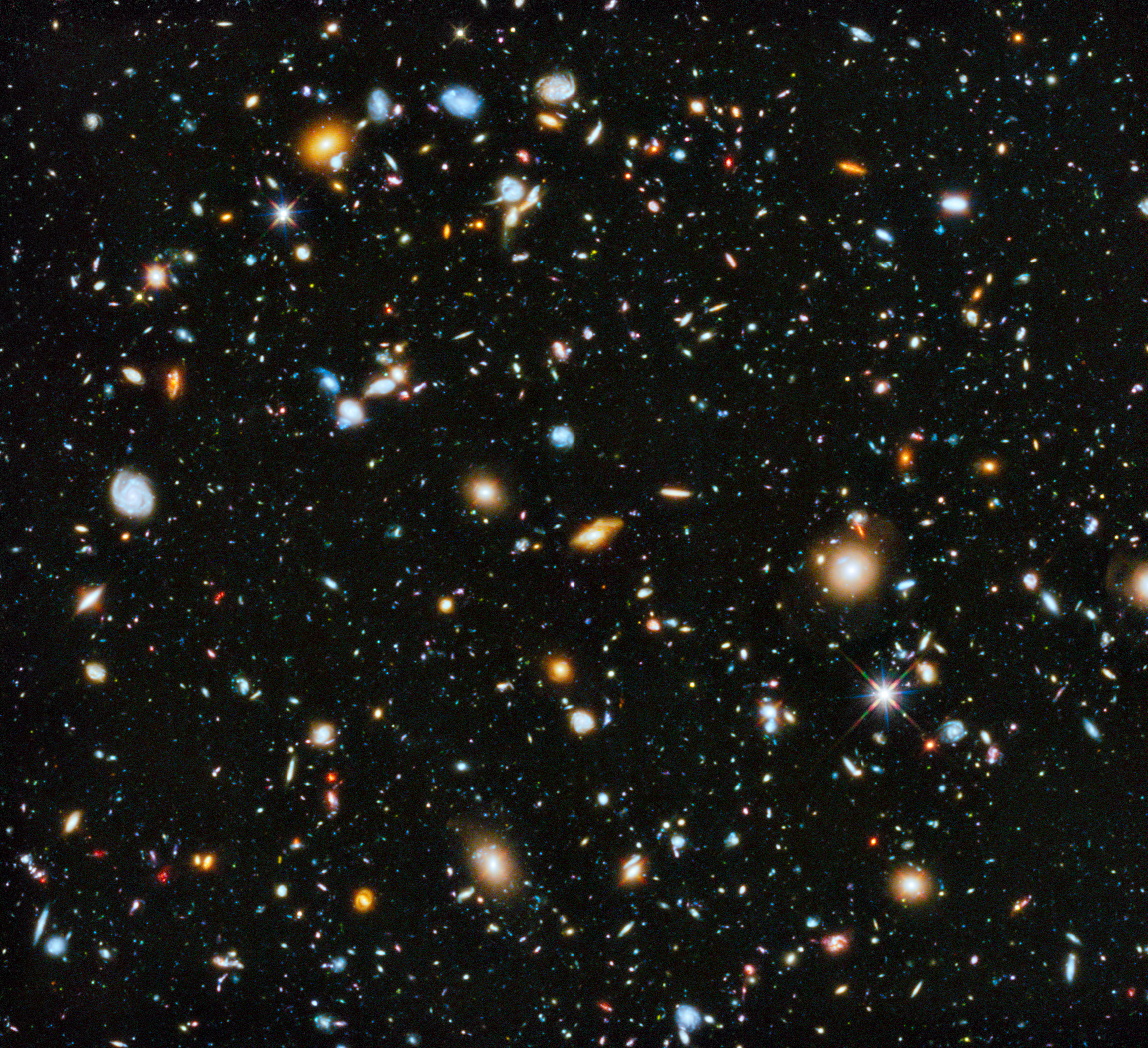
Imagem do mundo físico, captada pelo Telescópio Espacial Hubble

Em seu sentido mais geral, o termo "mundo" se refere à totalidade das entidades, ao conjunto da realidade ou a tudo o que existe. A natureza do mundo foi conceitualizada de diferentes maneiras em distintos campos. Algumas concepções veem o mundo como único, enquanto outras falam de uma "pluralidade de mundos". Alguns tratam o mundo como um objeto simples, enquanto outros analisam o mundo como um complexo composto por muitas partes. Na cosmologia científica, o mundo ou universo é comumente definido como "a totalidade de todo o espaço e tempo; tudo o que é, foi e será". As teorias da modalidade, por outro lado, falam de mundos possíveis como formas completas e consistentes de como as coisas poderiam ter sido. A fenomenologia, partindo do horizonte dos objetos co-presentes na periferia de cada experiência, define o mundo como o horizonte maior ou o "horizonte de todos os horizontes". Na filosofia da mente, o mundo é comumente contrastado com a mente como aquilo que é representado pela mente. A teologia conceptualiza o mundo em relação a Deus, por exemplo, como a criação de Deus, como idêntico a Deus ou em relação à interdependência entre os dois. Nas religiões, muitas vezes há uma tendência a depreciar o mundo material ou sensorial em favor de um mundo espiritual que é procurado através da prática religiosa. Uma representação abrangente do mundo e de nosso lugar nele, como é comumente encontrada nas religiões, é conhecida como uma cosmovisão. A cosmogonia é o campo que estuda a origem ou criação do mundo, enquanto a escatologia se refere à ciência ou doutrina das últimas coisas ou do fim do mundo.
Em vários contextos, o termo "mundo" tem um significado mais restrito associado, por exemplo, com a Terra e toda a vida nela, com a humanidade como um todo, ou com um âmbito internacional ou intercontinental. Neste sentido, a história mundial se refere à história da humanidade como um todo ou a política mundial é a disciplina da ciência política que estuda questões que transcendem nações e continentes. Outros exemplos incluem termos como "religião mundial", "língua mundial", "governo mundial", "guerra mundial", "população mundial", "economia mundial" ou "campeonato mundial".

## Etimologia
A palavra "mundo" em português tem origem no latim "mundus", que significa "limpo" ou "asseado". Essa palavra também pode ser usada como adjetivo, dando a ideia de algo "limpo" ou "puro". O adjetivo "imundo" é uma derivação de "mundo", com o significado de "impuro" ou "sujo".
Em português, a palavra "mundo" é usada tanto como substantivo (designando o planeta Terra, o universo, etc.) quanto como adjetivo (designando algo "limpo"), embora este último uso seja menos comum.

## Concepções
Campos diferentes frequentemente trabalham com concepções bastante diferentes das características essenciais associadas ao termo "mundo". Algumas concepções veem o mundo como único: não pode haver mais do que um mundo. Outras falam de uma "pluralidade de mundos". Alguns veem os mundos como coisas complexas compostas de muitas substâncias como suas partes, enquanto outros sustentam que os mundos são simples no sentido de que há apenas uma substância: o mundo como um todo. Alguns caracterizam mundos em termos de espaço-tempo objetivo, enquanto outros os definem em relação ao horizonte presente em cada experiência. Estas diferentes caracterizações nem sempre são exclusivas: pode ser possível combinar algumas sem levar a uma contradição. A maioria deles concorda que mundos são totalidades unificadas.

### Monismo e pluralismo
O monismo é uma tese sobre a unidade que só existe uma coisa em certo sentido. A negação do monismo é o pluralismo, a tese de que, em certo sentido, existe mais de uma coisa. Existem muitas formas de monismo e pluralismo, mas em relação ao mundo como um todo, duas são de interesse especial: o monismo/pluralismo de existência e o monismo/pluralismo de prioridade. O monismo de existência afirma que o mundo é o único objeto concreto que existe. Isto significa que todos os "objetos" concretos que encontramos em nossa vida cotidiana, incluindo maçãs, carros e nós mesmos, não são realmente objetos em um sentido estrito. Em vez disso são apenas aspectos dependentes do objeto mundial. Tal objeto mundial é simples no sentido de que não tem nenhuma parte genuína. Por esta razão, também é conhecido como "blobject", já que não tem uma estrutura interna semelhante a um blob (gota em inglês). O monismo prioritário permite que haja outros objetos concretos além do mundo. Mas sustenta que estes objetos não têm a forma mais fundamental de existência, que eles dependem de alguma forma da existência do mundo. As formas correspondentes de pluralismo, por outro lado, afirmam que o mundo é complexo no sentido de que é composto de objetos concretos e independentes.

### Cosmologia científica
A cosmologia científica pode ser definida como a ciência do universo como um todo. Nela, os termos "universo" e "cosmos" são normalmente usados como sinônimos para o termo "mundo". Uma definição comum do mundo/universo encontrada neste campo é como "a totalidade de todo o espaço e tempo; tudo o que é, foi e será". Algumas definições enfatizam que há dois outros aspectos do universo além do espaço-tempo: formas de energia ou matéria, como estrelas e partículas, e leis da natureza. As diferentes concepções do mundo neste campo diferem tanto em sua noção de espaço-tempo quanto no conteúdo do espaço-tempo. A teoria da relatividade desempenha um papel central na cosmologia moderna e sua concepção de espaço e tempo. Uma diferença importante de seus predecessores é que ela concebe o espaço e o tempo não como dimensões distintas, mas como uma única variedade quadridimensional chamada espaço-tempo. Isto pode ser visto na relatividade especial em relação à métrica de Minkowski, que inclui componentes espaciais e temporais em sua definição de distância. A relatividade geral vai um passo mais além ao integrar o conceito de massa no conceito de espaço-tempo como sua curvatura. A cosmologia quântica, por outro lado, usa uma noção clássica de espaço-tempo e concebe o mundo inteiro função de onda grande que expressa a probabilidade de encontrar partículas em um lugar determinado.

### Teorias da modalidade
O conceito de mundo desempenha um papel importante em muitas teorias modernas de modalidade, geralmente na forma de mundos possíveis. Um mundo possível é um modo completo e consistente como as coisas poderiam ter sido. O mundo real é um mundo possível, já que o modo como as coisas são é um modo como as coisas poderiam ter sido. Mas há muitos outros modos como as coisas poderiam ter sido além de como realmente são. Por exemplo, Hillary Clinton não ganhou a eleição de 2016 nos Estados Unidos, mas poderia tê-la ganhado. Portanto, há um mundo possível no qual ela ganhou. Há inúmeros mundos possíveis, um correspondente a cada uma dessas diferenças, não importa quão pequeno ou grande sejam, contanto que não sejam introduzidas contradições dessa maneira.
Os mundos possíveis são frequentemente concebidos como objetos abstratos, por exemplo, em termos de estados de coisas inexistentes ou como conjuntos de proposições maximamente consistentes. Deste ponto de vista, eles podem até mesmo ser vistos como pertencentes ao mundo real. Outra forma de conceber mundos possíveis, tornada famosa por David Lewis, é como entidades concretas. Nesta concepção, não há diferença importante entre o mundo real e os mundos possíveis: ambos são concebidos como concretos, inclusivos e espaço-temporalmente conectados. A única diferença é que o mundo real é o mundo em que vivemos, enquanto outros mundos possíveis não são habitados por nós, mas por nossas contrapartes. Tudo dentro de um mundo está ligado espaço-temporalmente a tudo o resto, mas os mundos diferentes não compartilham um espaço-tempo comum: eles estão espaço-temporalmente isolados uns dos outros. Isto é o que os torna mundos separados.
Foi sugerido que, além dos mundos possíveis, também há mundos impossíveis. Mundos possíveis são modos como as coisas poderiam ter sido, então mundos impossíveis são modos como as coisas não poderiam ter sido. Tais mundos envolvem uma contradição, como um mundo em que Hillary Clinton ganhou e perdeu a eleição de 2016 nos Estados Unidos. Tanto mundos possíveis quanto os impossíveis têm em comum a ideia de que são totalidades de seus componentes.

### Fenomenologia
Dentro da fenomenologia, os mundos são definidos em termos de horizontes de experiências. Quando percebemos um objeto, como uma casa, não experimentamos apenas esse objeto no centro de nossa atenção, mas também vários outros objetos ao seu redor, presentes na periferia. O termo "horizonte" refere-se a esses objetos co-presentes, que são geralmente experimentados apenas de forma vaga e indeterminada. A percepção de uma casa envolve vários horizontes, correspondentes ao bairro, à cidade, ao país, à Terra, etc. Neste contexto, o mundo é o horizonte maior o "horizonte de todos os horizontes". É comum entre os fenomenólogos entender o mundo não apenas como uma coleção espaço-temporal de objetos, mas como incorporando adicionalmente várias outras relações entre estes objetos. Estas relações incluem, por exemplo, relações de indicação, que nos ajudam a antecipar um objeto ao encontrar as aparências de outro objeto, e relações de meio-fim, ou envolvimentos funcionais relevantes para preocupações práticas.

### Filosofia da mente
Na filosofia da mente, o termo "mundo" é comumente usado em contraste com o termo "mente" como aquilo que é representado pela mente. Isso às vezes é expresso afirmando que há uma brecha entre a mente e o mundo e que essa brecha precisa ser superada para que a representação seja bem sucedida. Um dos problemas centrais na filosofia da mente é explicar como a mente é capaz de cerrar esta brecha e entrar em relações mente-mundo genuínas, por exemplo, na forma de percepção, conhecimento ou ação. Isto é necessário para que o mundo seja capaz de restringir racionalmente a atividade da mente. De acordo com uma posição realista, o mundo é algo distinto e independente da mente. Os idealistas, por outro lado, concebem o mundo como parcial ou totalmente determinado pela mente. O idealismo transcendental de Immanuel Kant, por exemplo, postula que a estrutura espaço-temporal do mundo é imposta pela mente à realidade, mas carece de existência independente de outro modo. Uma concepção idealista mais radical do mundo pode ser encontrada no idealismo subjetivo de Berkeley, que sustenta que o mundo como um todo, incluindo todos os objetos cotidianos como mesas, gatos, árvores e nós mesmos, "consiste em nada além de mentes e ideias".

### Teologia
Diferentes posições teológicas sustentam diferentes concepções do mundo baseadas em sua relação com Deus. O teísmo clássico afirma que Deus é totalmente distinto do mundo. Mas o mundo depende para sua existência de Deus, tanto porque Deus criou o mundo quanto porque Ele o mantém ou conserva. Isto às vezes é entendido em analogia com a forma como os humanos criam e conservam ideias em sua imaginação, com a diferença de que a mente divina é muito mais poderosa. Segundo tal visão, Deus tem uma realidade absoluta e última em contraste com o estado ontológico inferior atribuído ao mundo. O envolvimento de Deus no mundo é muitas vezes entendido como um Deus pessoal e benevolente que cuida e guia Sua criação. Os deístas concordam com os teístas que Deus criou o mundo, mas negam qualquer envolvimento pessoal subsequente nele. Os panteístas, por outro lado, rejeitam a separação entre Deus e o mundo. Em vez disso, afirmam que os dois são idênticos. Isto significa que não há nada no mundo que não pertença a Deus e que não há nada em Deus além do que se encontra no mundo. O panenteísmo constitui uma posição intermediária entre o teísmo e o panteísmo. Contra o teísmo, sustenta que Deus e o mundo estão inter-relacionados e dependem um do outro. Contra o panteísmo, sustenta que não existe uma identidade absoluta entre os dois.  Os ateus, por outro lado, negam a existência de Deus e, portanto, as concepções do mundo baseadas em sua relação com Deus.

## História da filosofia

### Platão
Platão é bem conhecido por sua teoria das formas, que postula a existência de dois mundos diferentes: o mundo sensível e o mundo inteligível. O mundo sensível é o mundo em que vivemos, cheio de coisas físicas mutáveis que podemos ver, tocar e com as quais podemos interagir. O mundo inteligível, por outro lado, é o mundo de formas invisíveis, eternas e imutáveis como a bondade, a beleza, a unidade e a igualdade. Platão atribui um estado ontológico inferior ao mundo sensível, que apenas imita o mundo das formas. Isto se deve ao fato de que as coisas físicas existem apenas na medida em que participam nas formas que as caracterizam, enquanto as próprias formas têm um modo de existência independente. Neste sentido, o mundo sensível é uma mera replicação dos exemplares perfeitos encontrados no mundo das formas: nunca está à altura do original. Na alegoria da caverna, Platão compara as coisas físicas com as quais estamos familiarizados com meras sombras das coisas reais. Mas não sabendo a diferença, os prisioneiros na caverna confundem as sombras com as coisas reais.

### Eugen Fink
"Mundo" é um dos termos-chave da filosofia de Eugen Fink. Ele acredita que há uma tendência equivocada na filosofia ocidental para entender o mundo como uma coisa enormemente grande que contém todas as pequenas coisas cotidianas com as quais estamos familiarizados. Ele vê esta visão como uma forma de esquecimento do mundo e tenta se opor a ele pelo que chama de "diferença cosmológica": a diferença entre o mundo e as coisas interiores que ele contém. Na sua visão, o mundo é a totalidade das coisas dentro do mundo que as transcende. É em si mesmo infundado, mas fornece um fundamento para as coisas. Portanto, não pode ser identificado com um mero contentor. Em vez disso, o mundo dá aparência às coisas dentro do mundo, fornece-lhes um lugar, um começo e um fim. Uma dificuldade em investigar o mundo é que nunca o encontramos, pois não é apenas mais uma coisa que nos aparece. É por isso que Fink usa a noção de jogo para elucidar a natureza do mundo. Ele vê o jogo como um símbolo do mundo que faz parte dele e que o representa. O jogo é geralmente acompanhado por uma forma de mundo imaginário do jogo que envolve várias coisas relevantes para o jogo. Mas assim como o jogo é mais que as realidades imaginárias que aparecem nele, o mundo é mais que as coisas reais que aparecem nele.

### Nelson Goodman
O conceito de mundo desempenha um papel central na filosofia tardia de Nelson Goodman.  Ele argumenta que precisamos postular mundos diferentes para explicar o fato de que existem diferentes verdades incompatíveis encontradas na realidade. Duas verdades são incompatíveis se atribuem propriedades incompatíveis à mesma coisa. Isto acontece, por exemplo, quando afirmamos tanto que a Terra se move quanto que a Terra está em repouso. Estas verdades incompatíveis correspondem a duas maneiras diferentes de descrever o mundo: heliocentrismo e geocentrismo. Goodman denomina tais descrições de "versões mundiais". Ele mantém uma teoria da verdade por correspondência: uma versão mundial é verdadeira se corresponde a um mundo. Versões mundiais incompatíveis verdadeiras correspondem a mundos diferentes. É comum que as teorias da modalidade postulem a existência de uma pluralidade de mundos possíveis. Mas a teoria de Goodman é diferente, pois postula uma pluralidade não de mundos possíveis, mas de mundos reais. Tal posição corre o risco de envolver uma contradição: não pode haver uma pluralidade de mundos reais se os mundos são definidos como conjuntos maximamente inclusivos. Este perigo pode ser evitado interpretando o conceito de mundo de Goodman não como conjuntos maximamente inclusivos no sentido absoluto, mas em relação à sua versão mundial correspondente: um mundo contém todas e apenas as entidades que sua versão mundial descreve.

## Religião

### Islamismo
No islamismo, o termo "dunya" é usado para o mundo. Seu significado é derivado da palavra raiz "dana", um termo para "perto". Está principalmente associado com o mundo temporal, sensorial e com preocupações terrenas, ou seja, com este mundo em contraste com o mundo espiritual. Alguns ensinamentos religiosos alertam sobre nossa tendência a buscar a felicidade neste mundo e aconselham um estilo de vida mais ascético preocupado com a vida após a morte. Mas outras correntes no islamismo recomendam uma abordagem equilibrada.

### Hinduísmo
O hinduísmo constitui uma ampla família de pontos de vista religioso-filosóficos. Essas visões apresentam diferentes perspectivas sobre a natureza e o papel do mundo. A filosofia Samkhya, por exemplo, é um dualismo metafísico que entende a realidade como composta por duas partes: purusha e prakriti. O termo "purusha" representa o eu consciente individual que cada um de nós possui. Prakriti, por outro lado, é o único mundo habitado por todos esses indivíduos. Samkhya entende este mundo como um mundo de matéria governado pela lei de causa e efeito. O termo "matéria" é entendido em um sentido muito amplo nesta tradição, incluindo tanto os aspectos físicos quanto mentais. Isso se reflete na doutrina dos tattvas, segundo a qual prakriti é composto de 23 princípios ou elementos diferentes da realidade. Estes princípios incluem tanto elementos físicos, como água ou terra, quanto aspectos mentais, como inteligência ou impressões sensoriais. A relação entre purusha e prakriti é geralmente concebida como uma de mera observação: purusha é o eu consciente do mundo do prakriti, mas não interage causalmente com ele.
Uma concepção muito diferente do mundo está presente no Advaita Vedanta, a escola monista entre as escolas vedânticas. Ao contrário da posição realista defendida na filosofia Samkhya, o Advaita Vedanta vê o mundo da multiplicidade como uma ilusão, conhecida como Maya. Esta ilusão também inclui nossa impressão de existir como seres separados que experimentam, chamados jivas. Em vez disso, o Advaita Vedanta ensina que no nível mais fundamental da realidade, referido como Brahman, não existe pluralidade ou diferença. Tudo o que existe é um eu todo-abrangente: Atman. A ignorância é vista como a fonte desta ilusão, que resulta na escravidão ao mundo das meras aparências. Mas a libertação é possível no curso da superação desta ilusão através da aquisição do conhecimento de Brahman, segundo o Advaita Vedanta.

## Termos e problemas relacionados

### Cosmovisões
Uma cosmovisão é uma representação abrangente do mundo e de nosso lugar nele. Como representação, é uma perspectiva subjetiva do mundo e, portanto, diferente do mundo que representa. Todos os animais superiores precisam representar seu ambiente de alguma forma para poder navegá-lo. Mas foi argumentado que apenas os humanos possuem uma representação suficientemente abrangente para merecer o termo "cosmovisão". Filósofos das cosmovisões geralmente sustentam que a compreensão de qualquer objeto depende de uma cosmovisão que constitui o pano de fundo sobre o qual esta compreensão pode ocorrer. Isto pode afetar não apenas nossa compreensão intelectual do objeto em questão, mas a experiência dele em geral. Portanto, é impossível avaliar a cosmovisão de uma perspectiva neutra, já que esta avaliação já pressupõe a cosmovisão como seu pano de fundo. Alguns sustentam que cada cosmovisão é baseada em uma única hipótese que promete resolver todos os problemas de nossa existência que podemos encontrar. Segundo esta interpretação, o termo está estreitamente associado às cosmovisões dadas por diferentes religiões. As cosmovisões oferecem orientação não apenas em questões teóricas, mas também em questões práticas. Por esta razão, geralmente incluem respostas à pergunta sobre o sentido da vida e outros componentes avaliativos sobre o que importa e como devemos agir. Uma cosmovisão pode ser única para um indivíduo, mas as cosmovisões são geralmente compartilhadas por muitas pessoas dentro de uma determinada cultura ou religião.

### Paradoxo de muitos mundos
A ideia de que existem muitos mundos diferentes é encontrada em vários campos. Por exemplo, as teorias da modalidade falam de uma pluralidade de mundos possíveis e a interpretação de muitos mundos da mecânica quântica carrega esta referência até mesmo em seu nome. Falar de mundos diferentes também é comum na linguagem cotidiana, por exemplo, com referência ao mundo da música, o mundo dos negócios, o mundo do futebol, o mundo da experiência ou o mundo asiático. Mas, ao mesmo tempo, os mundos são geralmente definidos como totalidades que incluem tudo. Isso parece contradizer a própria ideia de uma pluralidade de mundos, pois se um mundo é total e inclui tudo, então não pode haver nada fora dele. Assim entendido, um mundo não pode ter outros mundos além de si mesmo ou fazer parte de algo maior. Uma maneira de resolver este paradoxo, mantendo a noção de uma pluralidade de mundos, é restringir o sentido no qual os mundos são totalidades. Nesta visão, os mundos não são totalidades em um sentido absoluto. Isto pode até ser entendido no sentido de que, estritamente falando, não há mundos em absoluto. Outra abordagem entende os mundos em um sentido esquemático: como expressões dependentes do contexto que representam o domínio atual do discurso. Assim, na expressão "A volta ao mundo em 80 dias", o termo "mundo" se refere à Terra enquanto na expressão "o Novo Mundo" se refere à massa terrestre da América do Norte e do Sul.

### Cosmogonia
A cosmogonia é o campo que estuda a origem ou a criação do mundo. Isto inclui tanto a cosmogonia científica quanto os mitos da criação encontrados em várias religiões. A teoria dominante na cosmogonia científica é a teoria do Big Bang, segundo a qual o espaço, o tempo e a matéria têm sua origem em uma singularidade inicial que ocorreu há cerca de 13,8 bilhões de anos. Esta singularidade foi seguida por uma expansão que permitiu ao universo esfriar o suficiente para a formação de partículas subatômicas e átomos mais tarde. Estes elementos iniciais formavam nuvens gigantes, que depois se aglutinaram em estrelas e galáxias. Mitos de criação não científicos são encontrados em muitas culturas e são frequentemente representados em rituais que expressam seu significado simbólico. Eles podem ser categorizados em relação ao seu conteúdo. Os tipos frequentemente encontrados incluem a criação do nada, do caos ou de um ovo cósmico.

### Escatologia
A escatologia refere-se à ciência ou doutrina das últimas coisas ou do fim do mundo. É tradicionalmente associada a religião, especificamente às religiões abraâmicas. Nesta forma, pode incluir ensinamentos tanto sobre o fim de cada vida humana individual quanto sobre o fim do mundo inteiro. Mas também foi aplicada a outros campos, por exemplo, na forma de escatologia física, que inclui especulações com base científica sobre o futuro distante do universo. Segundo alguns modelos, haverá um Big Crunch no qual todo o universo entra em colapso de volta em uma singularidade, possivelmente resultando em um segundo Big Bang depois. Mas as evidências astronômicas atuais parecem sugerir que nosso universo continuará a se expandir indefinidamente.

### História mundial
A história mundial estuda o mundo de uma perspectiva histórica. Ao contrário de outras abordagens da história, ela emprega um ponto de vista global. Trata menos de nações e civilizações individuais, as quais normalmente estuda com um alto nível de abstração. Em vez disso, concentra-se em regiões e zonas de interação mais amplas, muitas vezes com interesse em como pessoas, bens e ideias se movem de uma região para outra. Inclui comparações de diferentes sociedades e civilizações, além de considerar desenvolvimentos de amplo alcance com um impacto global a longo prazo, como o processo de industrialização. A história mundial contemporânea é dominada por três paradigmas principais de pesquisa que determinam a periodização em diferentes épocas. Um deles é baseado nas relações produtivas entre os seres humanos e a natureza. As duas mudanças mais importantes na história a esse respeito foram a introdução da agricultura e da pecuária em relação à produção de alimentos, que começou por volta de 10.000 a 8.000 a.C. e às vezes é denominada revolução neolítica, e a revolução industrial, que começou por volta de 1760 d.C. e envolveu a transição da fabricação manual para a industrial. Outro paradigma, com foco na cultura e religião, é baseado nas teorias de Karl Jaspers sobre a era axial, uma época em que várias novas formas de pensamentos religiosos e filosóficos apareceram em várias partes separadas do mundo ao redor do tempo entre 800 e 200 a.C. Uma terceira periodização é baseada nas relações entre as civilizações e as sociedades. De acordo com este paradigma, a história pode ser dividida em três períodos em relação à região dominante no mundo: o domínio do Oriente Médio antes de 500 a.C., o equilíbrio cultural eurasiano até 1500 d.C. e o domínio ocidental desde 1500 d.C.
 A Grande História (Big History) emprega uma visão ainda mais ampla do que a história mundial, colocando a história humana no contexto da história do universo como um todo. Começa com o Big Bang e traça a formação das galáxias, o sistema solar, a Terra, suas eras geológicas, a evolução da vida e dos seres humanos até os dias atuais.

### Política mundial
A política mundial, também conhecida como política global ou relações internacionais, é a disciplina da ciência política que estuda questões de interesse para o mundo que transcendem nações e continentes. Tem como objetivo explicar padrões complexos encontrados no mundo social que muitas vezes estão relacionados à busca de poder, ordem e justiça, geralmente no contexto da globalização. Se concentra não apenas nas relações entre os estados-nação, mas também considera outros atores transnacionais, como corporações multinacionais, grupos terroristas ou organizações não governamentais. Por exemplo, tenta explicar eventos como os ataques de 11 de setembro de 2001, a guerra de 2003 no Iraque ou a crise financeira de 2007-2008.
Várias teorias foram propostas para abordar a complexidade envolvida na formulação de tais explicações. Essas teorias são às vezes divididas em realismo, liberalismo e construtivismo. Os realistas veem os estados-nação como os principais atores da política mundial. Eles constituem um sistema internacional anárquico sem qualquer poder superior para controlar seu comportamento. São vistos como agentes soberanos que, determinados pela natureza humana, agem segundo seu interesse nacional. A força militar pode desempenhar um papel importante na luta subsequente pelo poder entre os estados, mas a diplomacia e a cooperação também são mecanismos chave através dos quais as nações atingem seus objetivos.  Os liberalistas reconhecem a importância dos estados-nação mas também enfatizam o papel dos atores transnacionais, como as Nações Unidas ou a Organização Mundial do Comércio. Eles veem os seres humanos como perfectíveis e enfatizam o papel da democracia neste processo. A ordem emergente na política mundial, nesta perspectiva, é mais complexa do que um mero equilíbrio de poder, já que mais agentes e interesses diferentes estão envolvidos em sua produção.  O construtivismo atribui mais importância à agência dos seres humanos individuais do que o realismo e o liberalismo. Entende o mundo social como uma construção das pessoas que vivem nele. Isto leva a uma ênfase na possibilidade de mudança. Se o sistema internacional é uma anarquia de estados-nação, como os realistas sustentam, então isto só é assim porque o fizemos desta forma e pode muito bem mudar, já que isto não é prefigurado pela natureza humana, segundo os construtivistas.